# 10559 Yukihisa
10559 Yukihisa eller 1993 SJ1 är en asteroid i huvudbältet som upptäcktes den 16 september 1993 av de båda japanska astronomerna Kazuro Watanabe och Kin Endate vid Kitami-observatoriet. Den är uppkallad efter Yukihisa Matsumoto.
Asteroiden har en diameter på ungefär 3 kilometer.